# Veljunski Ponorac
Veljunski Ponorac is een plaats in de gemeente Slunj in de Kroatische provincie Karlovac. De plaats telt 11 inwoners (2001).